# Lapostolet
Lapostolet – francuski pływak, uczestnik Letnich Igrzysk 1900 w Paryżu.
Na igrzyskach startował w konkurencjach pływackich: 1000 metrów stylem dowolnym i 200 metrów stylem grzbietowym, lecz w obu z nich odpadł w pierwszej rundzie.